# Le Prestige de la mort
Pour plus de détails, voir Fiche technique et Distribution.
Le Prestige de la mort est un film français réalisé par Luc Moullet, sorti en 2006.

## Synopsis
Un cinéaste se fait passer pour mort, pensant que ce scoop permettra de mieux diffuser ses œuvres et de trouver un financement pour son prochain film.
Le Prestige de la mort est inspiré du Mort en fuite (A. Berthomieu, 1930) et de The Whispering Chorus (C. B. DeMille, 1918).
Selon l'auteur, « on découvrira ici, pêle-mêle, une description globale et décalée du paysage audiovisuel français, un regard ironique sur nos polices, l'itinéraire tragi-comique d'un héros traqué par le Destin qu'il s'est lui-même forgé, la logique des rêves fous, à travers des paysages somptueux et divers : c'est le seul film de l'histoire du cinéma où l'on trouvera à la fois des calanques, des roubines, des lapiaz, des sengles et des sphaignes » (Catalogue rétrospective Luc Moullet, Centre Pompidou, 17 avril-30 mai 2009).

## Fiche technique
- Réalisation : Luc Moullet
- Scénario : Luc Moullet
- Directeur de la photographie : Pierre Stoeber
- Ingénieur du son : Jean-Daniel Bécache
- Musique : Patrice Moullet
- Producteur : Paulo Branco
- Genre : comédie
- Dates de sortie :
  -  Italie : 17 novembre 2006 (Festival du film de Turin)
  -  France : 20 juin 2007

## Distribution
- Luc Moullet
- Bernadette Lafont
- Antonietta Pizzorno
- Claire Bouanich
- Iliana Lolitch
- Gilles Guillain
- Jean Christophe Bouvet
- Charlotte Véry
- Claude Buchwald
- Raphaël Bassan
- Marie-Christine Questerbert
- Bernard Eisenschitz